# St. Katharina (Willich)

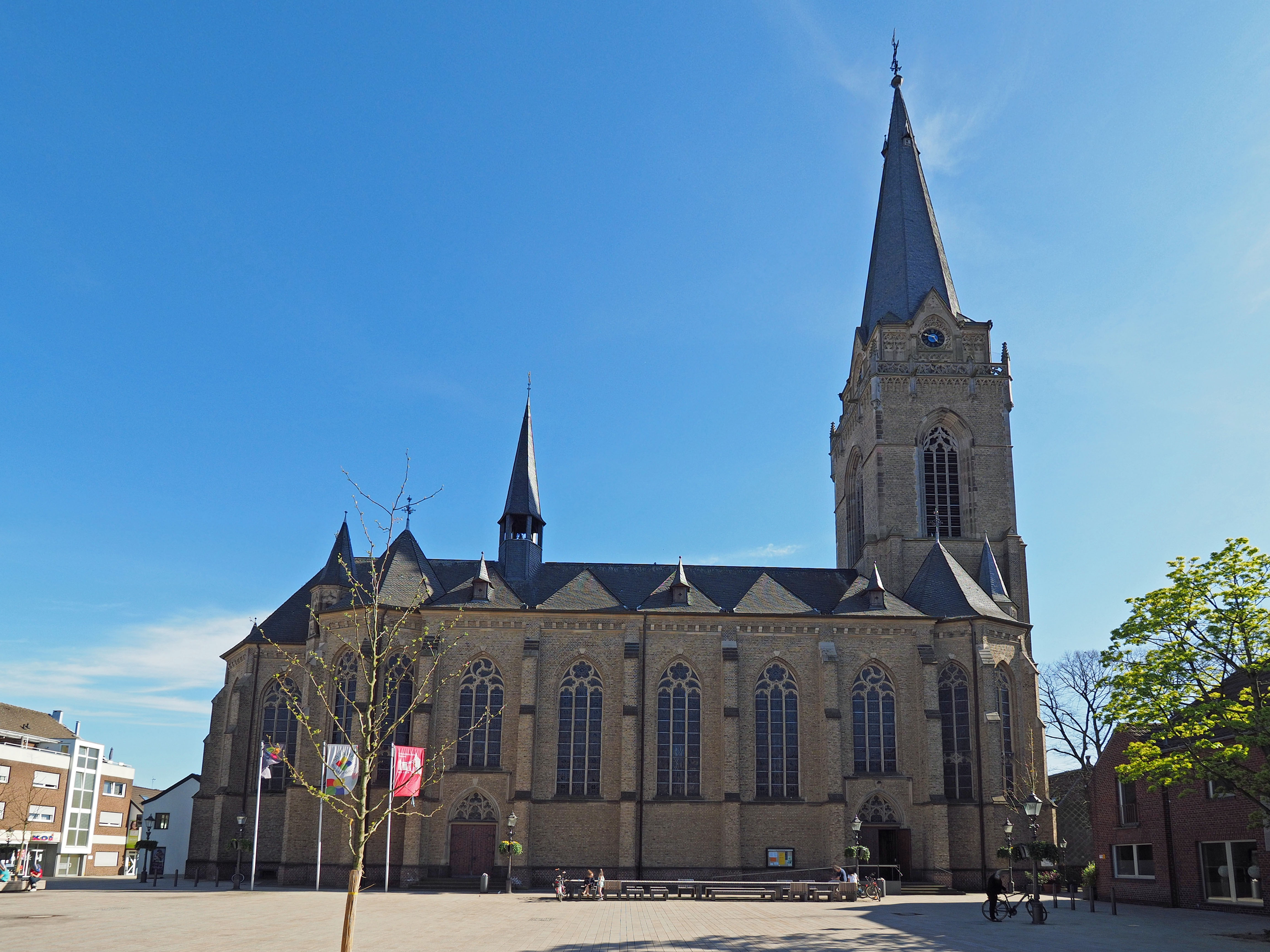
St. Katharina in Willich

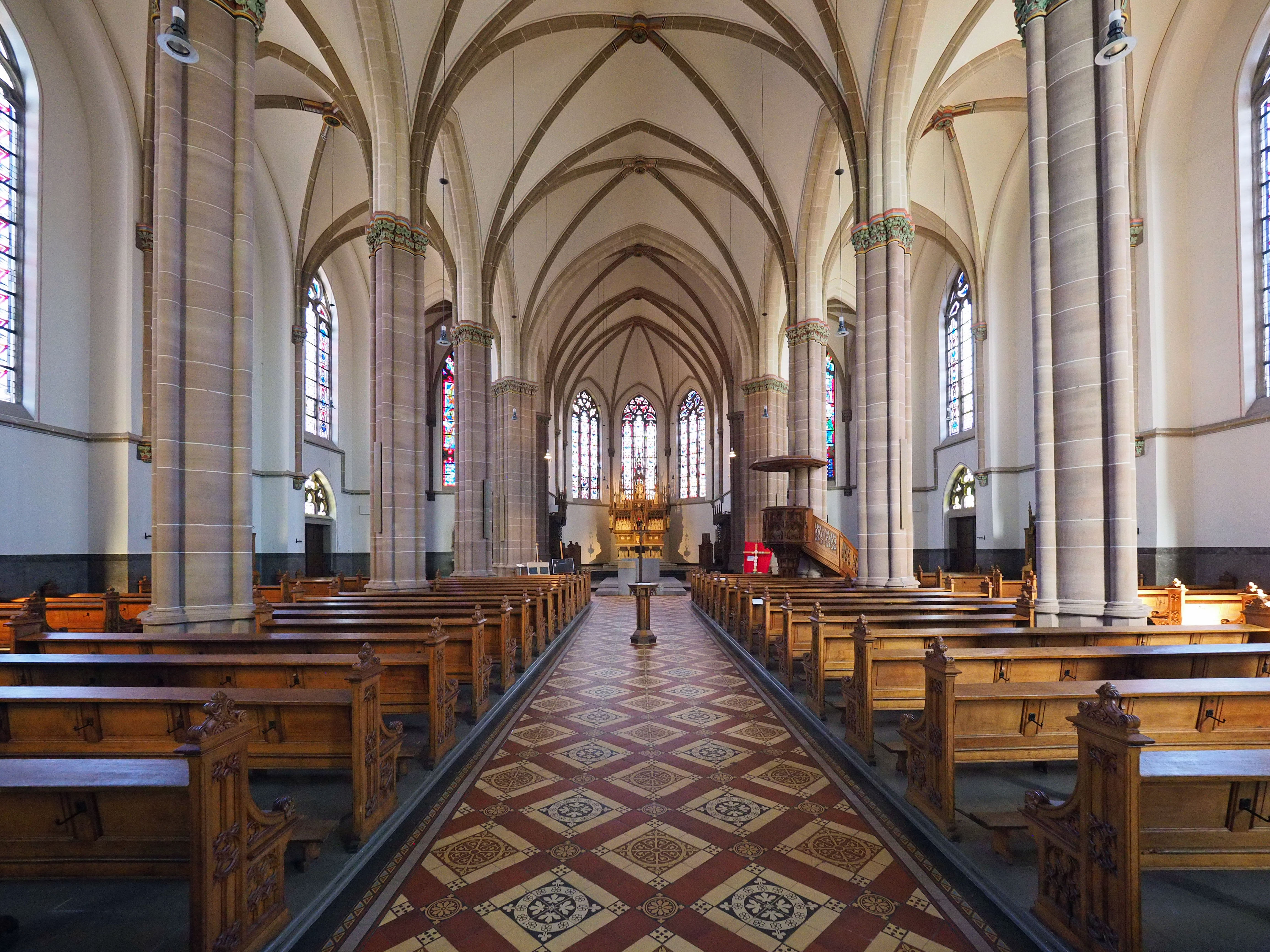
Innenansicht, Blick zum Chor

St. Katharina ist eine römisch-katholische Pfarrkirche in Willich im Kreis Viersen in Nordrhein-Westfalen.
Die Kirche ist unter Nummer 15 in die Liste der Baudenkmäler in Willich eingetragen, steht unter dem Patronat der hl. Katharina von Alexandrien und wurde zwischen 1899 und 1901 nach Plänen von Josef Kleesattel errichtet.
Zur Pfarre zählen neben Willich auch Pfarrort, Alperheide, Dickerheide, Fellerhöfe, Frankenseite, Hardt, Kückeshäuser, Moosheide, Münchheide, Streithöfe und Wekeln.

## Geschichte
Eine Kirche in Willich ist für das Jahr 1244 belegt, das Kollationsrecht übte damals der Kölner Dompropst aus. Damals war Willich bereits eigenständige Pfarrei. Im Liber valoris aus dem Jahr 1308 wird die Pfarre «Wileke» bereits aufgeführt. Zur Pfarre zählten damals auch noch «Carsvorst», das heutige Kaarst sowie Osterath. Kaarst wurde aber bereits bald danach von Willich losgelöst und erhielt selber die Pfarrrechte. Osterath wurde 1554 Pfarre.
Ursprünglicher Kirchen- und Pfarrpatron war der heilige Pankratius. Im Verlauf des 18. Jahrhunderts trat die hl. Katharina von Alexandrien, die zuvor bereits zweite Pfarrpatronin war, an die erste Stelle und löste Pankratius ab. Die Gründe für die Umbenennung sind nicht bekannt.
An Stelle der heutigen Pfarrkirche standen bereits die Vorgängerbauten. Um das Jahr 1146 wurde hier eine dreischiffige Basilika mit Westturm in Formen der Romanik errichtet. Im 15. Jahrhundert erfolgte ein teilweiser Neubau und Umbau der romanischen Anlage unter Einbeziehung des Turmes und Teile des Kirchenschiffes in Formen der Gotik. 1680 ersetzte man den Turm durch einen Neubau, der eine barocke, geschweifte Haube erhielt.
Ende des 19. Jahrhunderts entschied sich der Kirchenvorstand für einen kompletten Neubau an gleicher Stelle, da die bisherige Kirche zu klein geworden war. 1898 erfolgte der Abriss der bisherigen Pfarrkirche. Mit der Planung des Neubaus beauftragte man den Düsseldorfer Architekten Josef Kleesattel. Die Grundsteinlegung fand am 1. März 1899 statt. Unter der Leitung des Krefelder Bauunternehmens Julius Ecken entstand in dreijähriger Bauzeit die heutige Pfarrkirche. Die feierliche Kirchweihe erfolgte am 18. April 1901 durch den Kölner Weihbischof Antonius Fischer.

## Baubeschreibung
St. Katharina ist eine dreischiffige und fünfjochige Hallenkirche aus Backstein im Stil der Neugotik mit einem fünfseitig geschlossenen Chor im Osten und einem viergeschossigen, reich gegliederten Glockenturm im Westen.

## Ausstattung

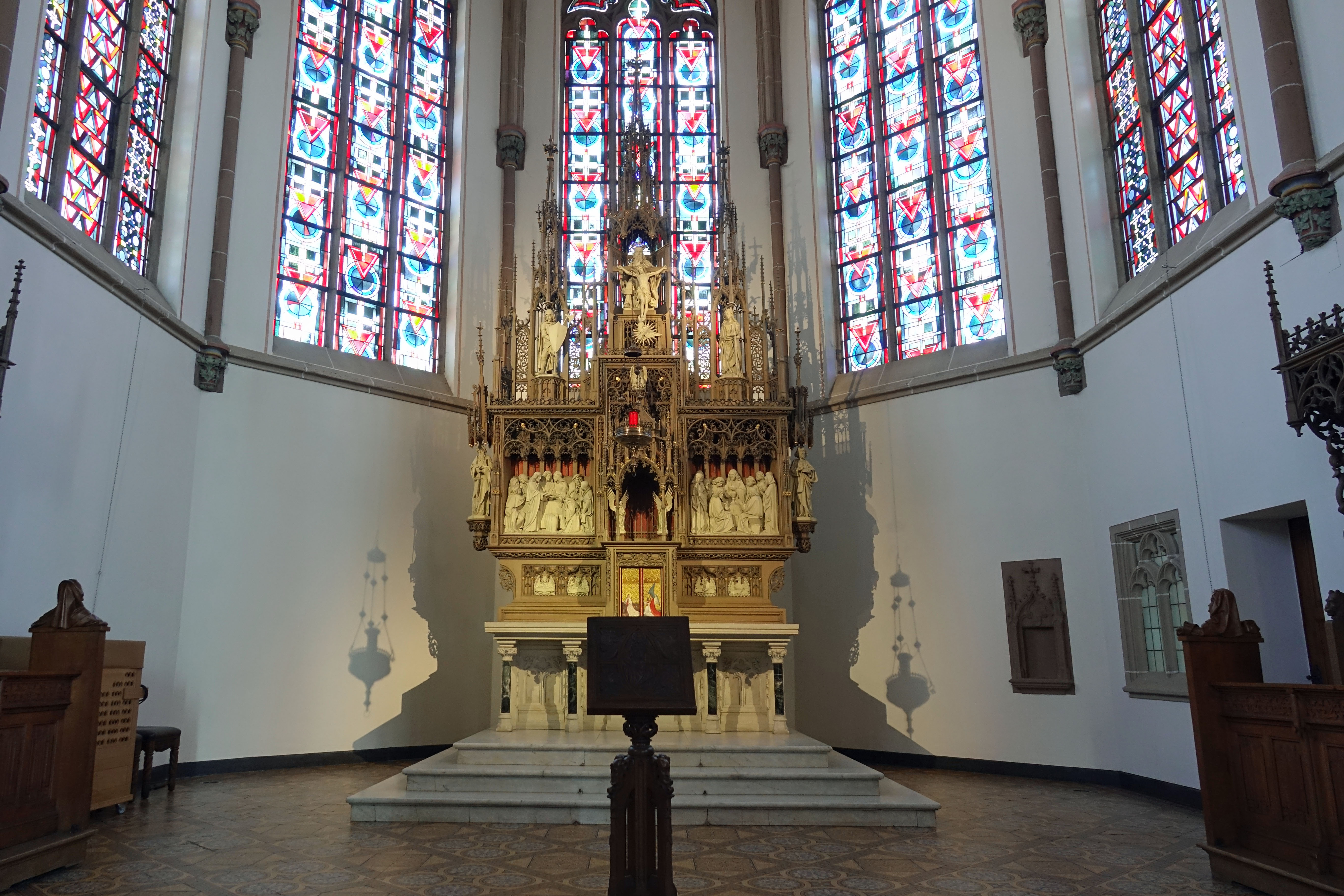
Hochaltar von 1901

Im Innenraum hat sich ein Großteil der bauzeitlichen Ausstattung erhalten. Dazu zählen der Hochaltar, geschaffen 1901 von August Schmitz, Köln, die beiden Seitenaltäre, sowie der Taufstein, das Chorgestühl, die Kanzel und die Kommunionbank, alle von 1901. Diese Ausstattungsstücke wurden nach Entwürfen von Josef Kleesattel angefertigt. Auch der Orgelprospekt aus dem Jahr 1905 ist von der  bauzeitlichen Ausstattung erhalten, jedoch ist das darin befindliche Instrument ein Werk der Orgelbauwerkstatt Alfred Führer aus dem Jahr 1991.

## Pfarrer
Folgende Priester wirkten bislang als Pastor an St. Katharina
- 1909–1936: Gottfried Schaeben
- 1936–1940: Jakob Brock
- 1940–1952: Josef Schuwerack
- 1952–1977: Paul Siepen
- 1977–1999: Herbert Franzen
- 1999–2006: Arnold Houf
- 2007–2009: Karl-Josef Pütz
- Seit 2009: Jürgen Lenzen